# Xorides jiyuanensis
Xorides jiyuanensis är en stekelart som beskrevs av Mao-Ling Sheng 2004. Xorides jiyuanensis ingår i släktet Xorides och familjen brokparasitsteklar. Inga underarter finns listade i Catalogue of Life.